# Dělnická strana Maďarska 2006
Dělnická strana Maďarska 2006 - Evropské Levice, zkráceně Evropské Levice, (maďarsky Magyarországi Munkáspárt 2006 - Európai Baloldal) je maďarská levicová politická strana.

## Historie
Strana vznikla v lednu 2006 z vnitřní opozice v ultralevicové Maďarské komunistické dělnické straně. Důvodem byla nespokojenost umírněnější frakce chování MKMP (bolševismus, euroskepticismus). Na rozdíl od ní je Dělnická strana 2006 spíše neomarxistická a eurokomunistická.

## Volební výsledky
| Volby | I. kolo     | I. kolo   | II. kolo    | II. kolo  | Počet mandátů | Mandáty v % | Úloha v parlamentu |
| Volby | Počet hlasů | Hlasy v % | Počet hlasů | Hlasy v % | Počet mandátů | Mandáty v % | Úloha v parlamentu |
| ----- | ----------- | --------- | ----------- | --------- | ------------- | ----------- | ------------------ |
| 2006  | 556         | 0,026%    | —           | —         | —             | —           | mimo parlament     |
| 20101 | 1 425       | 0,03%     | —           | —         | —             | —           | mimo parlament     |

1: Koalice se stranou Zöld Baloldal Párt pod názvem Zöld Baloldal.